# Puerto Rico op de Olympische Zomerspelen 1988
Puerto Rico nam deel aan de Olympische Zomerspelen 1988 in Seoul, Zuid-Korea. 

## Deelnemers en resultaten

### Atletiek
| Olympiër          | Discipline             | Resultaat | Prestatie                                                                      |
| ----------------- | ---------------------- | --------- | ------------------------------------------------------------------------------ |
| Edgardo Guilbe    | 200m (m)               | 14e       | serie 5: 3de in 21,09 kwartfinale 1: 4de in 20,73 halve finale 2: 7de in 20,77 |
| Domingo Cordero   | 400m horden (m)        | 27e       | serie 2: 7de in 51,26                                                          |
| Rey Quiñones      | verspringen (m)        | DNF       | kwalificatie groep B: geen geldige sprong                                      |
| Ernesto Torres    | hink-stap-springen (m) | 33e       | kwalificatie groep A: 17de met 15,59m                                          |
|                   |                        |           |                                                                                |
| Madeline de Jesús | verspringen (v)        | 23e       | kwalificatie groep B: 11de met 6,08m                                           |

### Basketbal
| Olympiër | Discipline | Resultaat | Prestatie |
| --- | ---------- | --------- | --- |
| Ángel Cruz Edgar de León Federico López Francisco de León Jerome Mincy José Rafael Ortiz Juan Ramón Rivas Mario Morales Ramón Ramos Raymond Gause Roberto Ríos Vicente Ithier | mannen     | 7e        | groep A: 4de V van Australië: 77-81 W van Zuid-Korea: 79-74 V van Sovjet-Unie: 81-93 W van Centraal-Afrikaanse Republiek: 71-67 W van Joegoslavië: 74-72 kwartfinale: V van Verenigde Staten: 57-94 5-8ste plek: V van Brazilië: 86-104 7-8ste plek: W van Spanje: 93-92 |

| Groep A |                               |             |             |             |            |            |            |        |
| #       | Land                          | Wedstrijden | Wedstrijden | Wedstrijden | Doelpunten | Doelpunten | Doelpunten | Punten |
| #       | Land                          | G           | W           | V           | V          | T          | Saldo      | Punten |
| 1       | Joegoslavië                   | 5           | 4           | 1           | 468        | 384        | +84        | 9      |
| 2       | Sovjet-Unie                   | 5           | 4           | 1           | 460        | 393        | +67        | 9      |
| 3       | Australië                     | 5           | 3           | 2           | 429        | 408        | +21        | 8      |
| 4       | Puerto Rico                   | 5           | 3           | 2           | 382        | 387        | -5         | 8      |
| 5       | Centraal-Afrikaanse Republiek | 5           | 1           | 4           | 346        | 436        | -90        | 6      |
| 6       | Zuid-Korea                    | 5           | 0           | 5           | 384        | 461        | -77        | 5      |

| Ronde        | Datum | Plaats                        | Land   | Score       | Land |
| ------------ | ----- | ----------------------------- | ------ | ----------- | ---- |
| Groepsfase   |       |                               |        |             |      |
| 18 september | Seoel | Australië                     | 81-77  | Puerto Rico |      |
| 20 september | Seoel | Zuid-Korea                    | 74-79  | Puerto Rico |      |
| 21 september | Seoel | Puerto Rico                   | 81-93  | Sovjet-Unie |      |
| 23 september | Seoel | Centraal-Afrikaanse Republiek | 67-71  | Puerto Rico |      |
| 24 september | Seoel | Puerto Rico                   | 74-72  | Joegoslavië |      |
| Kwartfinale  |       |                               |        |             |      |
| 26 september | Seoel | Verenigde Staten              | 94-57  | Puerto Rico |      |
| 5-8ste plek  |       |                               |        |             |      |
| 28 september | Seoel | Brazilië                      | 104-86 | Puerto Rico |      |
| 7-8ste plek  |       |                               |        |             |      |
| 29 september | Seoel | Puerto Rico                   | 93-92  | Spanje      |      |

### Boksen
| Olympiër       | Discipline  | Resultaat | Prestatie |
| -------------- | ----------- | --------- | --- |
| Luis Rolón     | -48kg (m)   | 17e       | 1ste ronde: vrij 2de ronde: V van THA Sasakul: 2-3                                                                            |
| Andy Agosto    | -51kg (m)   | 9e        | 1ste ronde: W van THA Khadpo: 5-0 2de ronde: W van SYR Halbouni: 5-0 3de ronde: V van URS Skryabin: 0-5                       |
| Felix Nieves   | -54kg (m)   | 17e       | 1ste ronde: W van GUI Diallo: 5-0 2de ronde: V van COL Julio: 0-5                                                             |
| Esteban Flores | -57kg (m)   | 17e       | 1ste ronde: W van ZAM Mwamba: 4-1 2de ronde: V van THA Pongsri: 0-5                                                           |
| Héctor Arroyo  | -60kg (m)   | 9e        | 1ste ronde: vrij 2de ronde: W van TUR Tatar: 5-0 3de ronde: V van MAR Marjouane: 0-5                                          |
| Víctor Pérez   | -63,5kg (m) | 32e       | 1ste ronde: V van HUN Szabó: 2-3                                                                                              |
| José Ortiz     | -67kg (m)   | 33e       | 1ste ronde: V van GDR Mehnert: 0-5                                                                                            |
| Rey Rivera     | -71kg (m)   | 5e        | 1ste ronde: vrij 2de ronde: W van GUY Allison: 5-0 3de ronde: W van BRA Silva: knock-out kwartfinale: V van GBR Woodhall: 0-5 |
| José Ortiz     | -81kg (m)   | 9e        | 1ste ronde: vrij 2de ronde: V van HUN Eros: 1-4                                                                               |
| Harold Arroyo  | +91kg (m)   | 9e        | 1ste ronde: vrij 2de ronde: V van POL Zarenkiewicsz: 0-5                                                                      |

### Boogschieten
| Olympiër       | Discipline      | Resultaat | Prestatie                              |
| -------------- | --------------- | --------- | -------------------------------------- |
| Miguel Pedraza | individueel (m) | 67e       | plaatsingsronde: 67ste met 1172 punten |
|                |                 |           |                                        |
| Gloria Rosa    | individueel (v) | 67e       | plaatsingsronde: 54ste met 1168 punten |

### Gewichtheffen
| Olympiër       | Discipline  | Resultaat | Prestatie                                                        |
| -------------- | ----------- | --------- | ---------------------------------------------------------------- |
| Angel Arroyo   | -60kg (m)   | 10e       | trekken: 13de met 100kg stoten: 10de met 135kg totaal: 235kg     |
| William Letriz | -82,5kg (m) | 13e       | trekken: 13de met 142,5kg stoten: 13de met 165kg totaal: 307,5kg |

### Judo
| Olympiër      | Discipline | Resultaat | Prestatie                                                                                    |
| ------------- | ---------- | --------- | -------------------------------------------------------------------------------------------- |
| Luis Martínez | -60kg (m)  | 33e       | 1ste ronde: V van GBR Eckersley: ippon                                                       |
| Víctor Rivera | -65kg (m)  | 34e       | 1ste ronde: V van HUN Bujkó: shido                                                           |
| Angelo Ruiz   | -71kg (m)  | 19e       | 1ste ronde: vrij 2de ronde: V van MEX Vizcarra: shido                                        |
| Jorge Bonnet  | -86kg (m)  | 9e        | 1ste ronde: vrij 2de ronde: V van AUT Seisenbacher: ippon herkansingen: V van KOR Kim: ippon |

### Paardensport
| Olympiër      | Discipline  | Resultaat | Prestatie                                                          |
| Eventing      | Eventing    | Eventing  | Eventing                                                           |
| ------------- | ----------- | --------- | ------------------------------------------------------------------ |
| Thomas Wilson | individueel | DNF       | dressuur: 18de met 59,20 strafpunten cross-country: niet gefinisht |

### Roeien
| Olympiër   | Discipline | Resultaat | Prestatie                                            |
| ---------- | ---------- | --------- | ---------------------------------------------------- |
| Juan Félix | skiff (m)  | 15e       | serie 1: 6de in 7.55,46 herkansingen: 4de in 7.18,77 |

### Schietsport
| Olympiër      | Discipline             | Resultaat | Prestatie                                                |
| ------------- | ---------------------- | --------- | -------------------------------------------------------- |
| Jorge Bracero | 50m geweer liggend (m) | 36e       | kwalificatie: 36ste met 592 punten (99-100-98-100-98-97) |
|               |                        |           |                                                          |
| Luis Garrido  | trap                   | 42e       | kwalificatie: 42ste met 136 punten                       |

### Worstelen
| Olympiër         | Discipline  | Resultaat   | Prestatie                                                     |
| Vrije stijl      | Vrije stijl | Vrije stijl | Vrije stijl                                                   |
| ---------------- | ----------- | ----------- | ------------------------------------------------------------- |
| Carlos Negron    | -52kg (m)   | 23e         | groep A: 12de V van BUL Yordanov: 0-4 V van YUG Tërstena: 0-4 |
| Ubaldo Rodríguez | -82kg (m)   | 27e         | groep B: 14de V van SYR Zayar: 0-3 V van NGR Kodei: 0-4       |
| Grieks-Romeins   |             |             |                                                               |
| Ubaldo Rodríguez | -82kg (m)   | 19e         | groep B: 10de V van URS Mamiashvili: 0-4 V van POL Daras: 0-4 |

### Zeilen
| Olympiër                       | Discipline     | Resultaat | Prestatie                             |
| ------------------------------ | -------------- | --------- | ------------------------------------- |
| Osvaldo Alcaide                | divisie II (m) | 23e       | 162,0 punten: (22-20-21-13-DNF-25-25) |
|                                |                |           |                                       |
| Enrique Figueroa Oscar Mercado | tornado klasse | 13e       | 104,0 punten: (14-12-13-13-10-13-8)   |

### Zwemmen
| Olympiër          | Discipline           | Resultaat | Prestatie                                         |
| ----------------- | -------------------- | --------- | ------------------------------------------------- |
| Jorge Bracero     | 50m vrije slag (m)   | 24e       | serie 5: 1ste in 23,61                            |
| Jorge Bracero     | 100m vrije slag (m)  | 24e       | serie 4: 1ste in 51,25                            |
| Salvador Vassallo | 200m vrije slag (m)  | 36e       | serie 4: 5de in 1.53,82                           |
| Salvador Vassallo | 400m vrije slag (m)  | 15e       | serie 4: 1ste in 3.55,30 finale B: 7de in 3.55,39 |
| Manuel Guzmán     | 100m rugslag (m)     | 15e       | serie 4: 1ste in 57,62 finale B: 7de in 57,95     |
| Salvador Vassallo | 100m vlinderslag (m) | DNS       | serie 1: niet gestart                             |
| Salvador Vassallo | 400m wisselslag (m)  | 10e       | serie 3: 7de in 4.30,37                           |
|                   |                      |           |                                                   |
| Rita Garay        | 100m vrije slag (v)  | DNS       | serie 1: niet gestart                             |
| Rita Garay        | 200m vrije slag (v)  | 33e       | serie 3: 7de in 2.07,44                           |
| Rita Garay        | 400m vrije slag (v)  | 28e       | serie 1: 5de in 4.24,84                           |
| Rita Garay        | 800m vrije slag (v)  | 27e       | serie 1: 3de in 9.04,62                           |
| Rita Garay        | 100m rugslag (v)     | 31e       | serie 3: 7de in 1.08,58                           |
| Rita Garay        | 200m rugslag (v)     | 24e       | serie 2: 3de in 2.23,73                           |

Afghanistan · Algerije · Amerikaanse Maagdeneilanden · Amerikaans-Samoa · Andorra · Angola · Antigua en Barbuda · Argentinië · Aruba · Australië · Bahama’s · Bahrein · Bangladesh · Barbados · België · Belize · Benin · Bermuda · Bhutan · Birma · Bolivia · Bondsrepubliek Duitsland · Botswana · Brazilië · Britse Maagdeneilanden · Brunei · Bulgarije · Burkina Faso · Canada · Centraal-Afrikaanse Republiek · Chili · China · Chinees Taipei · Colombia · Congo-Brazzaville · Cookeilanden · Costa Rica · Cyprus · Denemarken · Djibouti · Dominicaanse Republiek · Duitse Democratische Republiek · Ecuador · Egypte · El Salvador · Equatoriaal-Guinea · Fiji · Filipijnen · Finland · Frankrijk · Gabon · Gambia · Ghana · Grenada · Griekenland · Groot-Brittannië · Guam · Guatemala · Guinee · Guyana · Haïti · Honduras · Hongarije · Hongkong · Ierland · IJsland · India · Indonesië · Irak · Iran · Israël · Italië · Ivoorkust · Jamaica · Japan · Joegoslavië · Jordanië · Kaaimaneilanden · Kameroen · Kenia · Koeweit · Laos · Lesotho · Libanon · Liberia · Libië · Liechtenstein · Luxemburg · Malawi · Malediven · Maleisië · Mali · Malta · Marokko · Mauritanië · Mauritius · Mexico · Monaco · Mongolië · Mozambique · Nederland · Nederlandse Antillen · Nepal · Nieuw-Zeeland · Niger · Nigeria · Noord-Jemen · Noorwegen · Oeganda · Oman · Oostenrijk · Pakistan · Panama · Papoea-Nieuw-Guinea · Paraguay · Peru · Polen · Portugal · Puerto Rico · Qatar · Roemenië · Rwanda · Saint Vincent en de Grenadines · Salomonseilanden · Samoa · San Marino · Saoedi-Arabië · Senegal · Sierra Leone · Singapore · Soedan · Somalië · Sovjet-Unie · Spanje · Sri Lanka · Suriname · Swaziland · Syrië · Tanzania · Thailand · Togo · Tonga · Trinidad en Tobago · Tsjaad · Tsjecho-Slowakije · Tunesië · Turkije · Uruguay · Vanuatu · Venezuela · Verenigde Arabische Emiraten · Verenigde Staten · Vietnam · Zaïre · Zambia · Zimbabwe · Zuid-Jemen · Zuid-Korea · Zweden · Zwitserland